# Distretto di al-Jabal al-Gharbi
Il distretto di al-Jabal al-Gharbi (in arabo الجبل الغربي‎?) è uno dei 22 distretti (Shaʿbiyyāt) della Libia. Si trova nel nord-ovest del paese, nella regione storica della Tripolitania. 
Gebel Garbi confina con i seguenti distretti:
- Zawiya a nord;
- Gefara a nord;
- Tripoli a nord;
- al-Murgub a nordest;
- Misurata a est;
- Sirte a sudest;
- Giofra a sudest;
- Wadi al-Shatii a sud;
- Nalut a ovest;